# Leptostylus viridicomus
Leptostylus viridicomus là một loài bọ cánh cứng trong họ Cerambycidae.